# Funny Girl (musical)
Funny Girl è un'opera musicale del 1964, composta da Jule Styne con testi di Bob Merrill, liberamente ispirata alla vita e alla carriera dell'attrice e commediante Fanny Brice e la sua burrascosa relazione con l'imprenditore e giocatore d'azzardo Nicky Arnstein.
Fu rappresentato per la prima volta a Broadway nel 1963, dove rimase in scena fino al 26 marzo 1964. La produzione teatrale sbarcò per una breve tournée nel West End londinese nel 1965, dove riscosse un enorme successo.
Il musical segnò inoltre il trampolino di lancio di Barbra Streisand.

## Trama
Il musical è ambientato a New York poco prima e subito dopo la Prima Guerra Mondiale. Mentre attende il ritorno del marito dalla prigione, la star delle Ziegfeld Follies, Fanny Brice, riflette sulla loro vita insieme. La loro storia viene raccontata attraverso dei flashback.
ATTO I
Fanny è una giovane donna amante del teatro e che ottiene il suo primo lavoro nel vaudeville. La madre, con una sua amica, Mrs. Strakosh, tentano di dissuaderla da questo tipo di carriera anche perché non è la classica bellezza (“If a Girl Ins't Pretty”). Fanny continua imperterrita (“I'm the Greatest Star”) anche con l'aiuto e l'incoraggiamento di Eddy Ryan, un ballerino che ha conosciuto negli spettacoli vaudeville. Eddie e Mrs. Brice sostengono che, non appena la carriera di Fanny decollerà a Broadway, si dimenticherà di loro (“Who Taught Her Everything”). Fanny si esibisce in un numero romantico delle Ziegfeld Follies ma che lei trasforma in uno sketch comico finendo l'esibizione nei panni di una sposa incinta (“His Love Makes Me Beautiful”), causando clamore.
A seguire incontra un uomo raffinato di nome Nicky Arnstain che l'accompagna alla prima di “Henry Street”, in cui recita la madre. Fanny si sta innamorando di Nick anche se ne riconosce le fragilità (“People”). Si incontreranno successivamente a Baltimora dove, durante una cena in un ristorante alla moda, dichiareranno i propri sentimenti (“You Are Woman, I Am Man”). Fanny vuole sposare Nick a tutti i costi nonostante i suoi problemi passati con il gioco d'azzardo (“Don't Rain On My Parade”).
ATTO II
I due si sposano e si trasferiscono in una villa a Long Island (“Sadie, Sadie”). Nel frattempo, Mrs. Strakosh e Eddie invitano Mrs. Brice a trovarsi un uomo da sposare (“Find Yourself a Man”). Fanny è oramai diventata un star delle Ziegfeld Follies ("Rat-Tat-Tat-Tat"). Nel frattempo Nick chiede a Ziegfel di investire in un casinò e, anche se Ziegfeld rifiuta, Fanny continua ad insistere. Quando l'investimento fallisce e perdono tutti i loro soldi, Nick si fa coinvolgere in affari loschi che lo porteranno ad essere arrestato per truffa. Fanny è distrutta ma trova forza nell'amore per lui (“The Music That Makes Me Dance”).
Nel presente Fanny sta aspettando il ritorno di Nick e ha avuto tempo di riflettere sulla loro situazione. Quando lui ritorna a casa, i due decidono di separarsi. Con il cuore spezzato, Fanny decide di riprendersi in mano la sua vita (“Don't Rain On My Parade (Ripresa)”).

## Numeri musicali
- "Overture" - Orchestra
- "If a Girl Isn't Pretty" – Mrs. Strakosh, Mrs. Brice, Eddie Ryan e persone varie
- "I'm the Greatest Star" – Fanny Brice
- "Cornet Man" – Fanny Brice, Snub Taylor e Keeney Chorus
- "Who Taught Her Everything?" – Mrs. Brice e Eddie Ryan
- "His Love Makes Me Beautiful" – Tenore Ziegfeld, Ragazze Ziegfeld e Fanny Brice
- "I Want to Be Seen with You Tonight" – Nick Arnstein e Fanny Brice
- "Henry Street" – I vicini di Henry Street
- "People" – Fanny Brice
- "You Are Woman" – Nick Arnstein e Fanny Brice
- "Don't Rain on My Parade" – Fanny Brice

- "Sadie, Sadie" – Fanny Brice e Amici
- "Find Yourself a Man" – Mrs. Strakosh, Mrs. Brice e Eddie Ryan
- "Rat-Tat-Tat-Tat" – Ziegfeld Company e Fanny Brice
- "Who Are You Now?" – Fanny Brice
- "The Music That Makes Me Dance" – Fanny Brice
- "Don't Rain on My Parade" (Ripresa) – Fanny Brice

## Produzioni

### Broadway
Dopo circa 17 anteprime, lo spettacolo apre a Broadway il 24 marzo 1964 al Winter Garden Theatre successivamente si trasferisce al Majestic Theatre e al The Broadway Theatre, dove chiuderà il 1º luglio 1967, con 1348 spettacoli in totale. Il musical fu diretto da Garson Kanin e coreografato da Carol Haney, sotto la supervisione di Jerome Robbins. Oltre alla Streisand e a Choplin, il cast originale includeva Kay Medford, Danny Meehan, Jean Stapleton e Lainie Kazan (sostituta della Streisand). Durante il suo decorso Streisand e Choplin furono sostituiti da Mimi Hines e Johnny Desmond.

### West End
Barbra Streisan riprese il suo ruolo nella produzione West End presso il Prince of Wales Theatre diretto da Lawrence Kasha, che aprì il 13 aprile 1966. Successivamente la Streisand fu sostituita da Lisa Shane che continuò fino alla chiusura.

### Australia
La prima stagione australiana iniziò il 4 marzo 1966 all'Her Majesty's Theatre di Sydney. La produzione vedeva Jill Perryman nei panni di Fanny Brice, Bruce Barry nei panni di Nick Arnstein, Evie Hayes nei panni di Mrs. Brice e Bill Yule nei panni di Eddie Ryan.
Nel 1999, The Production Company ha prodotto Funny Girl al Arts Centre di Melbourne, con Caroline O'Connor e Nancye Hayes. La produzione è stata poi ripresa nel 2016, con O'Connor e Hayes che hanno ripreso i loro ruoli.
Una versione concerto fu messa in scena alla Sydney Opera House dal 12 al 14 luglio 2018. Il ruolo di Fanny Brice sul palco venne condiviso da: Michala Banas, Natalie Bassingthwaighte, Casey Donovan, Virginia Gay, Verity Hunt-Ballard, Dami Im, Maggie McKenna, Zahra Newman, Caroline O'Connor, Queenie van de Zandt e Megan Washington. Allo show hanno anche partecipato Trevor Ashley, Nancye Hayes e Don Hany nei panni di Nick Arnstein.

### Tour Nordamericani
Il tour degli Stati Uniti del 1996 ha visto Debbie Gibson nei panni di Fanny Brice e Robert Westenberg nei panni di Nick Arnstein. Il tour iniziò a Pittsburgh, in Pennsylvania, nell'ottobre 1996, e doveva toccare oltre 30 città ma terminò prematuramente nel novembre 1996 a Green Bay, nel Wisconsin.
Il tour negli Stati Uniti del revival di Broadway del 2022 dovrebbe iniziare a Providence, Rhode Island, il 9 settembre 2023.

### West End Revival
Il primo revival su vasta scala dello spettacolo iniziò le anteprime alla Menier Chocolate Factory il 20 novembre 2015, aprendo ufficialmente il 2 dicembre per una edizione limitata fino al 5 marzo 2016. La produzione ha avuto come protagonista Sheridan Smith, con Darius Campbell nei panni di Nick, diretto da Michael Mayer, con un libretto rivisto da Harvey Fierstein. Tutti i biglietti per tutti gli spettacoli furono esauriti in un giorno, rendendolo lo spettacolo più venduto al Menier. In seguito, lo spettacolo si trasferì al Savoy Theatre di Londra il 9 aprile 2016, fino al 10 settembre 2016. Lo spettacolo è stato successivamente prorogato fino all'8 ottobre a causa della fenomenale richiesta da perte del pubblico.
Il 28 aprile 2016 lo spettacolo fu interrotto per circa 15 minuti per un malessere della Smith che venne sostituita da Natasha J Barnes, che ha continuato a interpretare il ruolo fino al ritorno della Smith l'8 luglio.
Un tour nel Regno Unito della produzione Menier iniziò nel febbraio 2017, al Palace Theatre di Manchester. Dopo recensioni molto favorevoli, sia Smith che Barnes sono tornate ad interpretare il ruolo di Fanny Brice alternandosi durante il tour nel Regno Unito.

### Parigi
Una produzione parigina venne inaugurata nel novembre 2019 al Théâtre Marigny, diretta e coreografata da Stephen Mear, con Christina Bianco nei panni di Fanny. Lo spettacolo ha ricevuto recensioni positive, con elogi significativi per la performance della Bianco. La produzione venne quindi estesa, raddoppiando le date iniziali.

### Broadway Revival
Il revival ha iniziato le anteprime a Broadway il 26 marzo 2022, all'August Wilson Theatre con l'apertura ufficiale il 24 aprile 2022, con Beanie Feldstein nei panni di Fanny Brice, diretto da Michael Mayer, musica di Michael Rafter, con un libretto rivisto da Harvey Fierstein. Nella produzione troviamo anche Ramin Karimloo nei panni di Nick Arnstein, Jared Grimes nei panni di Eddie Ryan e Jane Lynch nei panni di Mrs. Brice. La produzione ha ricevuto recensioni per lo più negative dalla critica, ma Grimes è riuscito ad ottenere una nomination ai Tony Award come Miglior Attore Non Protagonista in un Musical. Il 10 luglio 2022, Feldstein ha annunciato che avrebbe lasciato la produzione alla fine del mese invece che a settembre come previsto in precedenza; il giorno successivo, la produzione ha confermato che Lea Michele e Tovah Feldshuh avrebbero sostituito rispettivamente Feldstein e Lynch dal 6 settembre, con Julie Benko nel ruolo di Fanny nel frattempo. Il 9 agosto 2022, Lynch ha annunciato che avrebbe lasciato la produzione il 14 agosto, invece della data precedentemente pianificata a settembre, e che Liz McCartney avrebbe interpretato il ruolo di Mrs. Brice fino a quando Feldshuh non avesse iniziato la sua corsa. Il 28 marzo 2023, Paolo Montalbán e Anne L. Nathan hanno sostituito Peter Francis James e Toni DiBuono rispettivamente nei panni di Florenz Ziegfeld e di Mrs. Strakosh.
Il 2 marzo 2023 è stato annunciato che la produzione si concluderà il 3 settembre 2023, dopo 599 spettacoli.

## Premi e riconoscimenti

### Broadway, 1964
| Anno | Premio     | Categoria                                      | Candidato                  | Risultato   |
| ---- | ---------- | ---------------------------------------------- | -------------------------- | ----------- |
| 1964 | Tony Award | Miglior musical                                | Miglior musical            | Candidato/a |
| 1964 | Tony Award | Miglior attore protagonista in un musical      | Sydney Chaplin             | Candidato/a |
| 1964 | Tony Award | Miglior attrice protagonista in un musical     | Barbra Streisand           | Candidato/a |
| 1964 | Tony Award | Miglior attore non protagonista in un musical  | Danny Meehan               | Candidato/a |
| 1964 | Tony Award | Miglior attrice non protagonista in un musical | Kay Medford                | Candidato/a |
| 1964 | Tony Award | Miglior coreografia                            | Carol Haney                | Candidato/a |
| 1964 | Tony Award | Miglior colonna sonora                         | Jule Styne and Bob Merrill | Candidato/a |
| 1964 | Tony Award | Miglior produzione di un Musical               | Ray Stark                  | Candidato/a |

### West End Revival (2016)
| Anno | Premio                          | Categoria                                     | Candidato                     | Risultato       |
| ---- | ------------------------------- | --------------------------------------------- | ----------------------------- | --------------- |
| 2016 | Evening Standard Theatre Awards | Miglior Performance in un Musical             | Sheridan Smith                | Candidato/a     |
| 2017 | WhatOnStage Awards              | Miglior Revival di un Musical                 | Miglior Revival di un Musical | Vincitore/trice |
| 2017 | WhatOnStage Awards              | Miglior Attrice in un Musical                 | Sheridan Smith                | Candidato/a     |
| 2017 | WhatOnStage Awards              | Miglior Attore non Protagonista in un Musical | Joel Montague                 | Candidato/a     |
| 2017 | WhatOnStage Awards              | Miglior regia teatrale                        | Michael Mayer                 | Candidato/a     |
| 2017 | WhatOnStage Awards              | Miglior costumi                               | Matthew Wright                | Candidato/a     |
| 2017 | Premio Laurence Olivier         | Miglior Revival di un Musical                 | Miglior Revival di un Musical | Candidato/a     |
| 2017 | Premio Laurence Olivier         | Miglior Attrice in un Musical                 | Sheridan Smith                | Candidato/a     |

### Broadway Revival (2022)
| Anno | Premio              | Categoria                                        | Candidato                     | Risultato   |
| ---- | ------------------- | ------------------------------------------------ | ----------------------------- | ----------- |
| 2022 | Tony Award          | Miglior attore non protagonista in un musical    | Jered Grimes                  | Candidato/a |
| 2022 | Drama Desk Award    | Miglior Attore non Protagonista in un Musical    | Jared Grimes                  | Candidato/a |
| 2022 | Drama Desk Award    | Migliori Coreografie                             | Ayodele Casel                 | Candidato/a |
| 2022 | Drama Desk Award    | Migliori Costumi in un Musical                   | Susan Hilferty                | Candidato/a |
| 2022 | Drama League Award  | Miglior Revival di un Musical                    | Miglior Revival di un Musical | Candidato/a |
| 2022 | Drama League Award  | Miglior regia teatrale                           | Michael Mayer                 | Candidato/a |
| 2022 | Drama League Award  | Miglior Performance                              | Beanie Feldstein              | Candidato/a |
| 2022 | Drama League Award  | Miglior Performance                              | Jane Lynch                    | Candidato/a |
| 2023 | Theatre World Award | Dorothy Loudon Award per l'eccellenza nel teatro | Julie Benko                   | Honoree     |

## Adattamento cinematografico
Nel 1968 William Wyler diresse un film tratto dal musical che diventò una delle pellicole di maggior incasso di quell'anno. Il film riuscì, inoltre, ad ottenere svariate nomination a premi importanti tra cui quella agli Oscar come Miglior film e valse a Barbra Streisand l'Oscar come Miglior attrice.